# Бауру
Бауру (на португалски: Bauru) е град и едновременно община в Бразилия, в щата Сао Пауло. Основан е през 1896 г. Населението му според данни от 2009 г. е 359 429 души. Градът заема площ от 675,2 км² и има гъстота на населението от 464,56/км².

## Личности
Родени
- Маркус Сезар Понтис (р. 1963), първият бразилски космонавт